# Buznea, Iași
Buznea este satul de reședință al comunei Ion Neculce din județul Iași, Moldova, România.

## Arheologie
S-au făcut cercetări arheologice de suprafață, în care s-au descoperit fragmente de amfore grecești.